# Водни деви
Водни деви е събирателно име на женски водни духове във вярванията на някои славянски народи. Познати са под различни имена сред различните народи: Сред чехите са известни като Воднипани (на чешки: Vodnnypanny) или богунки (bogunki); сред словаците — Воднопаненки (на словашки: Vodnopanenky) или биле пане (bilé pani, бели жени); сред лужишките сърби — Водни жони (на лужишки: Wodny žony); сред поляците — Водни пани (на полски: Wodni panny); у словенците — Поводнье девице (на словенски: Povodnje device); сред русите – Водяници, водяни или водяви.
Вярва се (почти повсеместно), че произлизат от удавени жени. Представяни са обикновено като красиви полужени-полуриби; някои от тях се женят за водните духове, други остават вечно млади девици. Понякога могат да приемат образа на снежнобели лебеди или златопери риби. Според представите не са благоразположени към хората – показвайки прекрасните си тела до кръста от водата и пеещи омайни песни, те подмамват непредпазливите младежи в дълбините.